# Beniczky Péter
Beniczky Péter (beniczei és micsinyei) (Vác, 1603. – Nagyszombat, 1664. február 8.) aranysarkantyús vitéz, a magyar barokk nemesi költészet alakja.

## Élete
Beniczky Ferenc, Vác városának királyi kapitánya és Dacsó Anna fia. Magántanulóként nevelkedett, jól tudott latinul. Miután a harctéren kitűnt, 1648-ban több községre királyi adományt kapott. Vizkelety Mihályné, szül. Thurzó Máriának meghitt embere és tanácsadója volt. Szeptencújfalusi (Nyitra megye) kastélyában gyakran felkereste az asszonyt, amikor a szomszéd Pacolajon lakott, sőt, végrendeletét is ő fogalmazta, és ő volt végrehajtója is, amiért gazdag adományt kapott. E végrendelet miatt az örökösök hosszas pert indítottak ellene. Mikor megbetegedett, nagyszombati házába vonult vissza, ahol 1664. február 8-án elkészítette végrendeletét és kevéssel azután meghalt.

## Művei
- Magyar rhithmusok. Nagyszombat, 1664. (Verseit, melyek részben istenes és világi énekeket és közönséges magyar példabeszédeket, szám szerint kétszázötvenet, erkölcsi emlékversek alakjában tartalmaznak, maga szerkesztette sajtó alá, Bartók István esztergomi kanonok adta ki saját előbeszédével. Ez a kiadás elveszett. Több kiadást ért még:  Kolozsvár. 1670., 1682., 1700. Lőcse, 1685., 1692., 1696., 1728., 1729. Kassa, 1744. ötödször (?) 1769. Sopron, 1753. és év nélkül, Debrecen, 1756. Pozsony, 1727., 1771., 1803., 1806.)
- Beniczky verseiből, melyeket a költő 1670-ben fejezett be, Walther Imre a Militares cantiones (1707) című kéziratból: A kikeletnek kivánatos gyönyörüségéről és Ember fogad fogadást közölte a Pesti Naplóban (1855. I. 80. sz.)
- Gáspár Imre 1652-es másolatban fennmaradt szlovák nyelvű kéziratos műveit ismerteti a Vasárnapi Ujságban (1873. 45. sz.); a kézirat magában foglalja 228 verses példabeszédét, jótanácsát, egy-két strófás versét, két szatíráját és Cantici novissimi címmel egyházi énekeket. Mindezeket Toldy Ferenc fordításoknak tartja.
- Peter Benicky: Slovenské verse; vál., tan., jegyz. Michal Elias; Tatran, Bratislava, 1981 (Pamäti a dokumenty)
- Szemelvények Balassi Bálint követőinek verseiből. Rimai, Beniczki, Koháry; összeáll. Bán Aladár; Stampfel, Pozsony, 1903 (Segédkönyvek a magyar nyelv és irodalom tanításához)
- Madách Gáspár, egy névtelen, Beniczky Péter, gróf Balassa Bálint, Listius László, Esterházy Pál és Fráter István versei; sajtó alá rend. Varga Imre, Cs. Havas Ágnes, Stoll Béla; Akadémiai, Bp., 1987 (Régi magyar költők tára, XVII. század)
- Gyémánt hasad vértűl. Válogatott magyar és szlovák versek; összeáll., utószó, jegyz. Csehy Zoltán; Lilium Aurum, Dunaszerdahely, 2002
- Balassa Bálintnak és Rimai Jánosnak istenes éneki / Via Jacobaea, azaz Jacob patriarkanak olly úta, melly derek utra igazgat, egynehány oktató regulák és istenes imádságok által / Magyar rithmusok, mellyeket írt nemzetes Beniczky Peter; hasonmás kiad.; Pytheas, Bp., 2002
- Magyar rithmusok, mellyeket irt nemzetes Beniczky Péter, szentelt vitéz. Elsö része, szép isteni ditséreteket, és poenitentia tartásra indító énekeket foglal magában, második, közönséges magyar példa beszédeket szép oktatással; hasonmás kiad.; Pytheas–Tinta, Bp., 2019

Lásd még: A barokk kor magyar irodalma